# Municipio de Pilgrim
El municipio de Pilgrim (en inglés: Pilgrim Township) es un municipio ubicado en el condado de Dade en el estado estadounidense de Misuri. En el año 2010 tenía una población de 132 habitantes y una densidad poblacional de 4,61 personas por km².

## Geografía
El municipio de Pilgrim se encuentra ubicado en las coordenadas 37°21′49″N 93°45′54″O / 37.36361, -93.76500. Según la Oficina del Censo de los Estados Unidos, el municipio tiene una superficie total de 28.66 km², de la cual 28,51 km² corresponden a tierra firme y (0,51 %) 0,15 km² es agua.

## Demografía
Según el censo de 2010, había 132 personas residiendo en el municipio de Pilgrim. La densidad de población era de 4,61 hab./km². De los 132 habitantes, el municipio de Pilgrim estaba compuesto por el 94,7 % blancos, el 3,79 % eran amerindios y el 1,52 % eran de una mezcla de razas. Del total de la población el 0 % eran hispanos o latinos de cualquier raza.